# 蓮湖站 (韓國)
蓮湖站（：／ Yeonho yeok */?）是大邱地鐵2號線沿線的一座地下車站，位於韓國大邱廣域市寿城区蓮湖洞。

## 車站結構
站體為1面2線島式月台的地下車站，候車月台設有月台幕門，並有4處出口。

### 月台配置
| 丹替 ↑         |
| 下 上 \|       |
| ↓ 壽城阿爾法城 |

| 月台 | 路線               | 目的地                 |
| ---- | ------------------ | ---------------------- |
| 上行 | ●大邱都市鐵道2號線 | 半月堂、龍山、汶陽方向 |
| 下行 | ●大邱都市鐵道2號線 | 新梅、沙月、嶺南大方向 |

## 歷史
- 2005年10月18日：落成啟用。

## 車站周邊
- 孤山洞收費站
- 顧母洞收費站
- 顧母站

## 圖片

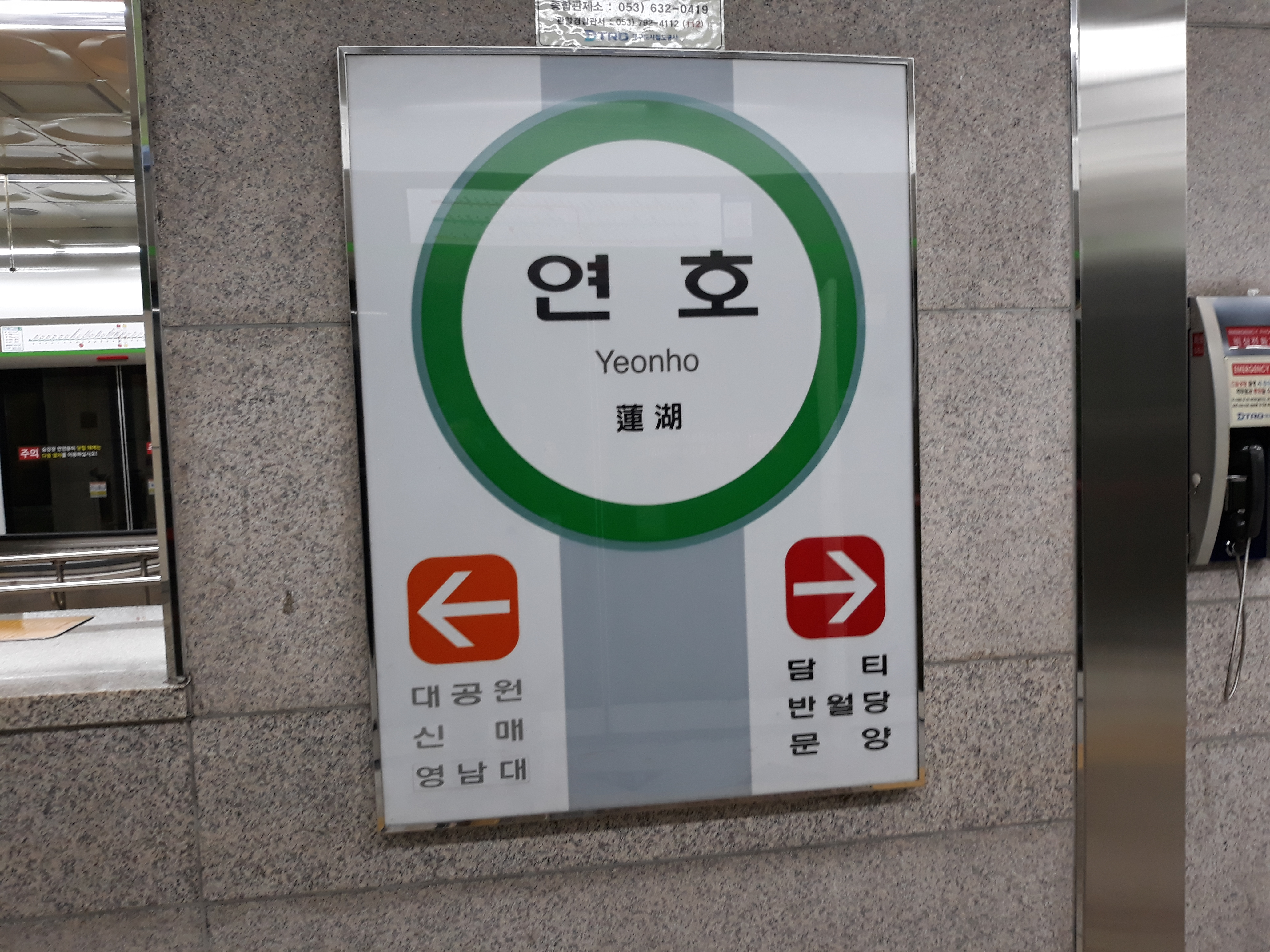
站名牌
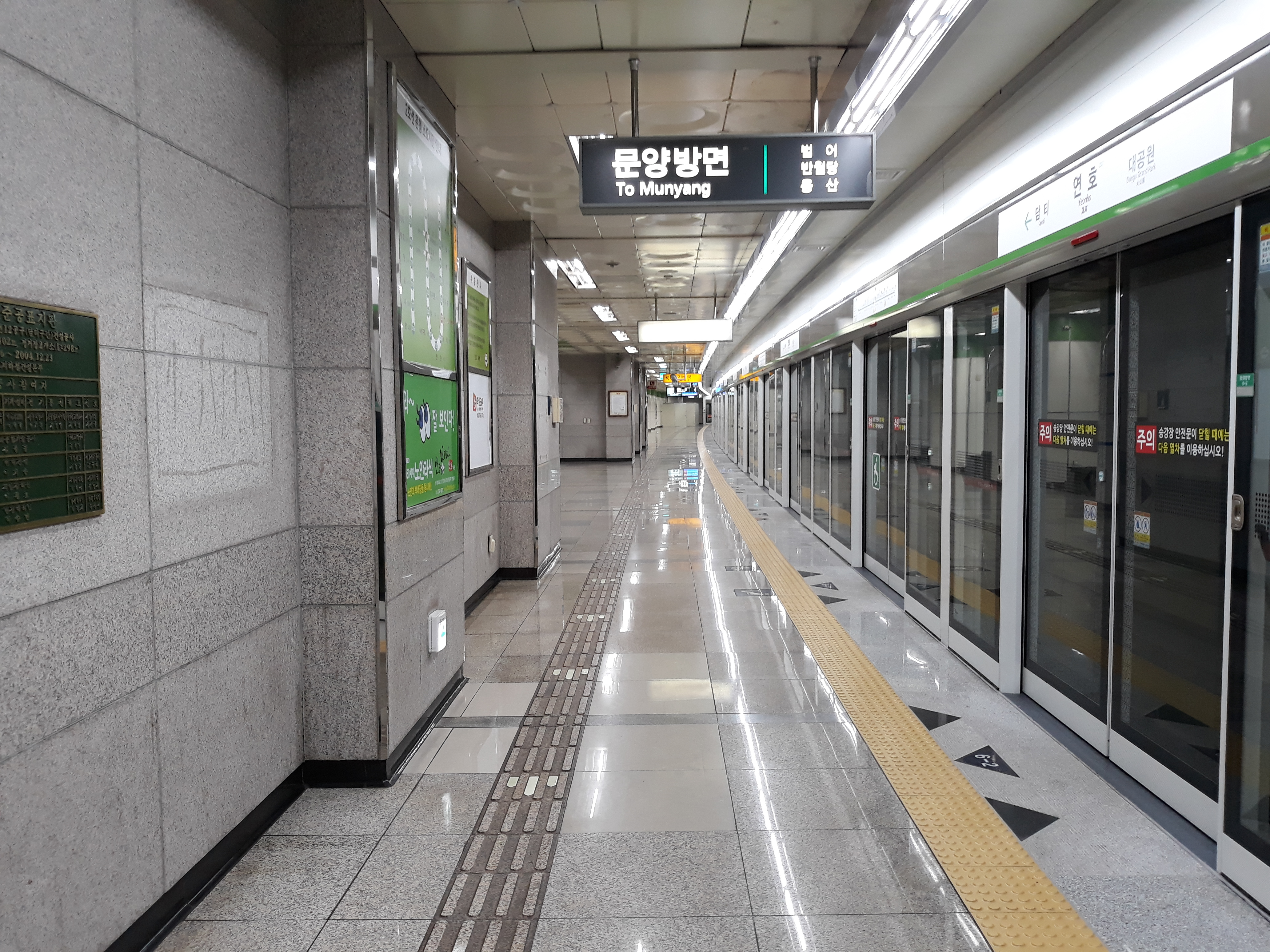
候車月台
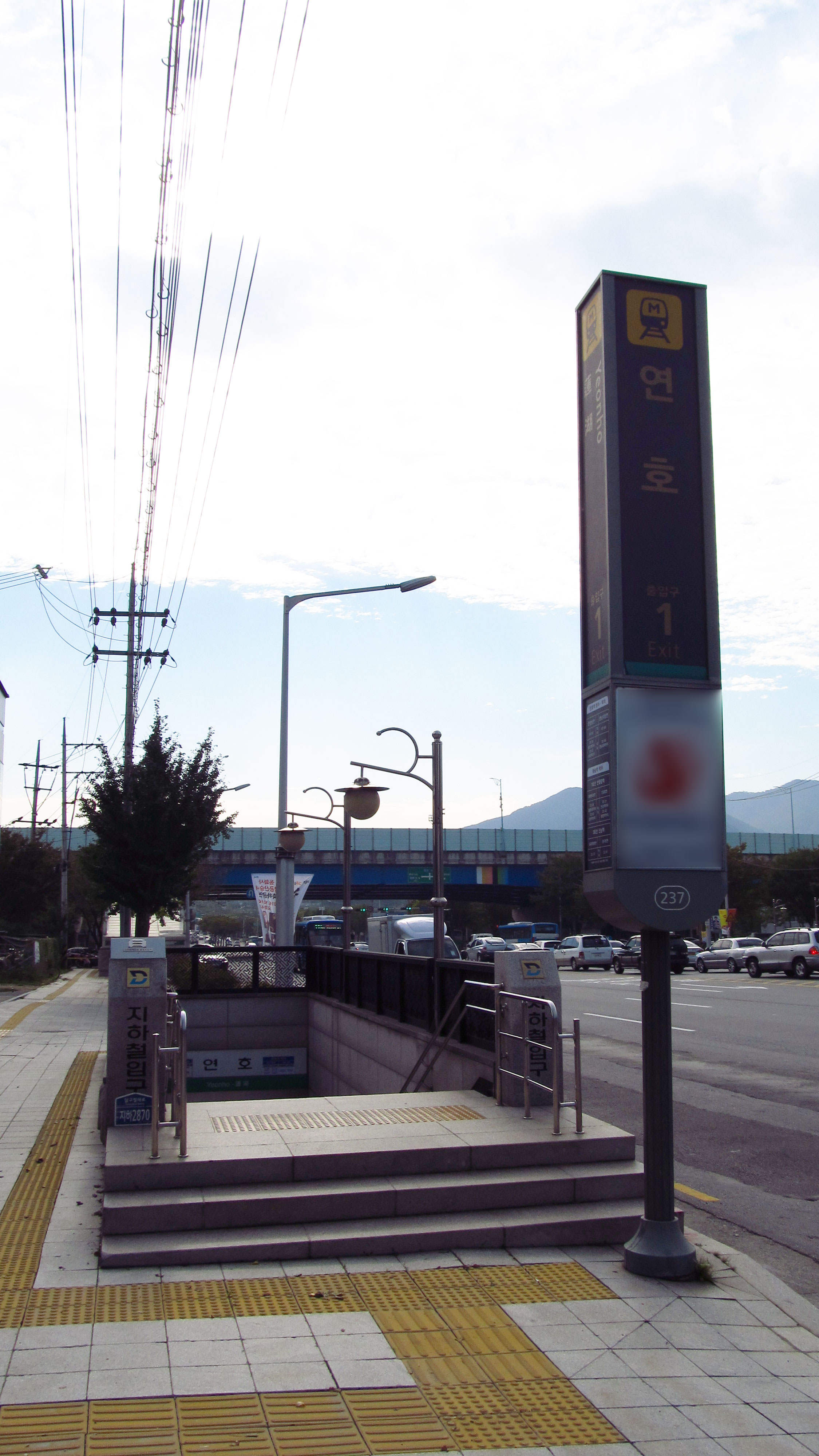
1號出口

## 相鄰車站
大邱都市鐵道公社
●大邱都市鐵道2號線
丹替（236）－蓮湖（237）－壽城阿爾法城（238）